# Консолидација меморије
Консолидација је процес постепеног учвршћивања знања и формирања трајније репрезентације у мозгу отпорне на ометање (интерференце) од стране других информација.
Консолидациони процес одиграва се на два нивоа:
1. брза синаптичка консолидација, дешава се у целом нервном систему;
2. спора системска консолидација, одиграва се у хипокампусу и односи се на декларативну меморију. Претпоставља се да у периоду од око годину дана хипокампус утврђује консолидацију шаљући сигнале ка неокортексним неуронима.

Додавање нове меморије неокортексу одмах након иницијације пореметило би већ ускладиштену меморију и довело до феномена катастрофичне интерференце. Због тога хипокампус учи брзо и затим интегрише информацију постепено тако да омогући ефикасно учење без поремећаја постојећих меморијских структура. 